# Alvord (Iowa)
Alvord és una població dels Estats Units a l'estat d'Iowa. Segons el cens del 2000 tenia 187 habitants.

## Demografia
Segons el cens del 2000, Alvord tenia 187 habitants, 75 habitatges, i 54 famílies. La densitat de població era de 267,4 habitants per km².
Dels 75 habitatges en un 33,3% hi vivien nens de menys de 18 anys, en un 69,3% hi vivien parelles casades, en un 2,7% dones solteres, i en un 26,7% no eren unitats familiars. En el 25,3% dels habitatges hi vivien persones soles el 14,7% de les quals corresponia a persones de 65 anys o més que vivien soles. El nombre mitjà de persones vivint en cada habitatge era de 2,49 i el nombre mitjà de persones que vivien en cada família era de 3,02.
Per edats la població es repartia de la següent manera: un 24,1% tenia menys de 18 anys, un 8,6% entre 18 i 24, un 27,8% entre 25 i 44, un 24,1% de 45 a 60 i un 15,5% 65 anys o més.
L'edat mediana era de 36 anys. Per cada 100 dones de 18 o més anys hi havia 94,5 homes.
La renda mediana per habitatge era de 38.750 $ i la renda mediana per família de 41.786 $. Els homes tenien una renda mediana de 31.250 $ mentre que les dones 20.625 $. La renda per capita de la població era de 17.300 $. Cap de les famílies i el 2% de la població estaven per davall del llindar de pobresa.

## Poblacions més properes
El següent diagrama mostra les poblacions més properes.